# Anisostachya humbertii
Anisostachya humbertii är en akantusväxtart som beskrevs av Raymond Benoist. Anisostachya humbertii ingår i släktet Anisostachya och familjen akantusväxter. Inga underarter finns listade i Catalogue of Life.